# Бондо (Малі)
Бондо - село та комуна  Серкле Коро в регіоні Мопті в Малі. У 1998 році комуна мала населення 15872 чоловік. У 2009 році населення становило майже 20 000 осіб. 
Серед типових культивованих рослин є просо, сорго, кукурудза, арахіс і кунжут .